# Darío Paya
Darío Guillermo Paya Mira (Santiago, 20 de julio de 1964) es un abogado y político chileno de origen mapuche, exmilitante de la Unión Demócrata Independiente (UDI), partido del cual fue secretario general entre 2006 y 2008. Se desempeñó como diputado de la República por el distrito N.° 28 durante cuatro periodos consecutivos, entre 1994 y 2010, para luego funcionar como embajador de Chile ante la Organización de Estados Americanos (OEA), bajo el primer gobierno de Sebastián Piñera. Desde 2014 preside la Fundación Leadership Institute Chile (FLI).

## Biografía

### Familia
Nació el 20 de julio de 1964 en Santiago de Chile, siendo hijo de Rubén Darío Paya Vega (nacido Rubén Payacán Vega) y Elizabeth Elena Mira Mellado.
Está casado desde 1994 con la economista Bettina Horst von Thadden, con quien tiene cuatro hijos.

### Estudios y vida laboral
Realizó sus estudios primarios en el colegio Subercaseaux College de San Miguel y los secundarios en el Instituto Miguel León Prado de la misma comuna. Gracias a una beca del American Field Service (AFS) viajó a Estados Unidos como estudiante de intercambio y se graduó el Loch Raven Senior High en Baltimore, en 1982.
En 1983 ingresó a la Facultad de Derecho de la Universidad Católica y se tituló de abogado en 1992. Durante su época universitaria fue profesor ayudante del profesor y luego asesinado senador Jaime Guzmán Errázuriz. Una vez titulado, efectuó cursos de especialización en Japón, España y Estados Unidos
En 1990 se unió al recién formado Instituto Libertad y Desarrollo (IyL), en calidad de investigador y prestando asesorías legislativa a parlamentarios.
En 1992 trabajó en el Leadership Institute, en Estados Unidos, tras lo cual inició una colaboración con dicha institución que derivaría en la formación del Leadership Institute-Chile. Paya es actualmente director honorario del Leadership Institute en EE. UU. y presidente ejecutivo de la fundación chilena del mismo nombre.

## Vida política
Inició su carrera política al ser elegido presidente del Centro de Alumnos de la Escuela de Derecho de su casa de estudios en 1985. Fue candidato a la presidencia de la FEUC en 1986.  
Para ese entonces, militante del Movimiento Unión Demócrata Independiente (UDI) desde 1983, fue presidente de la juventud de la UDI en 1987. Luego, junto a muchos de los dirigentes que habían formado ese partido, participó en calidad de fundador del nacimiento del Partido Renovación Nacional (RN) en el que confluyeron los partidos UDI, Unión Nacional (UN) y Frente Nacional del Trabajo (FNT). Durante el año que permaneció la UDI dentro de Renovación Nacional, Paya ocupó el cargo de Coordinador Nacional de la juventud. Posteriormente, tras el asesinato del senador Jaime Guzmán en 1991, Paya volvería a ser electo presidente de la juventud UDI, cargo que ocupó hasta el 11 de marzo de 1994, día en que asumió como diputado. 
En las elecciones de 1993 fue candidato a diputado por el distrito N.°28, correspondiente a las comunas de Lo Espejo, Pedro Aguirre Cerda y San Miguel, derrotando a Mario Palestro, emblemático político de la izquierda chilena, siendo con veintinueve años, uno de los miembros más jóvenes del congreso elegido en esas elecciones.
Integró el XLIX Periodo Legislativo (1994-1998), donde participó en las comisiones permanentes de Gobierno Interior, Regionalización, Planificación y Desarrollo Social; y de Derechos Humanos, Nacionalidad y Ciudadanía. Es reelecto en las elecciones parlamentarias de 1997, esta vez para el periodo 1998-2002 donde participó de la Comisión Permanente de Trabajo y Seguridad Social. Fue reelecto nuevamente para un tercer periodo, 2002-2006 gracias a una altísima votación. En esa ocasión integró la Comisión Especial sobre Seguridad Ciudadana y las comisiones permanentes de Constitución, Legislación y Justicia; y de Ciencia y Tecnología, de la que fue presidente. Obtuvo su cuarta reelección en las parlamentarias de 2005, para el periodo 2006-2010, perteneciendo a las comisiones permanentes de Economía; y de Ciencia y Tecnología.
Formó parte de la directiva de la UDI, al ser secretario general de la colectividad entre 2006 y 2008, durante la presidencia del senador Hernán Larraín.
Para las elecciones de diciembre de 2009, decidió no repostularse a la Cámara de Diputados, formulando un llamado a apoyar el recambio generacional de los dirigentes de su partido.
En febrero de 2010, se hizo público que el presidente electo Sebastián Piñera electo, lo había designado como director de la Secretaría de Comunicaciones del Gobierno (SECOM), cargo que declinó. En marzo de ese mismo año, ya asumido Piñera, lo nombró como embajador de Chile ante la Organización de Estados Americanos (OEA), con sede en Washington D. C..
En agosto de 2017, luego de treinta y cuatro años, renunció a la Unión Demócrata Independiente producto de diferencias con militantes del partido.

## Historial electoral

### Elecciones parlamentarias de 1993
- Elecciones parlamentarias de 1993, candidato a diputado por el distrito 28 (Lo Espejo, Pedro Aguirre Cerda y San Miguel)[8]

### Elecciones parlamentarias de 1997
- Elecciones parlamentarias de 1997, candidato a diputado por el distrito 28 (Lo Espejo, Pedro Aguirre Cerda y San Miguel)[9]

### Elecciones parlamentarias de 2001
- Elecciones parlamentarias de 2001, candidato a diputado por el distrito 28 (Lo Espejo, Pedro Aguirre Cerda y San Miguel)[10]

### Elecciones parlamentarias de 2005
- Elecciones parlamentarias de 2005, candidato a diputado por el distrito 28 (Lo Espejo, Pedro Aguirre Cerda y San Miguel)[11]